# Бішер аль-Хасауна
Бішер аль-Хасауна (араб. بشر الخصاونة нар. 27 січня 1969, Нью-Йорк) — йорданський дипломат і політик, радник йорданського короля Абд Аллаха II ібн Хуссейна з комунікації та координації діяльності Королівського хашемітського суду. Обіймав посади міністра юридичних питань 2017–2018, міністра закордонних справ Йорданії 2016–2017. Аль-Хасауне був послом Йорданії в Єгипті, Франції, Кенії, Ефіопії, Африканському Союзі, Лізі арабських держав та ЮНЕСКО. Також був головним координатором та директором Йорданського мирного процесу та бюро переговорів.
З 12 жовтня 2020 р. прем'єр-міністр Йорданії та міністр закордонних справ.

## Освіта
- ступінь бакалавра Йорданський університет у галузі юриспруденція.
- Executive Diploma з контррадикалізації та антитероризму, Національний університет оборони США,
- Executive Diploma з державної політики, Школа управління імені Джона Ф. Кеннеді, Гарвардський університет.
- Магістр з міжнародних відносин, дипломатії та економіки Школа східних і африканських досліджень[en], Лондонський університет.
- Магістр права та Ph.D права, Лондонська школа економіки та політичних наук[12].

## Нагороди
- Орден Зірки Йорданії 3-го класу
- Орден Незалежності Йорданії 1-го та 2-го класу.